# Moszczenica (powiat Gorlicki)
Moszczenica is een dorp in het Poolse woiwodschap Klein-Polen, in het district Gorlicki. De plaats maakt deel uit van de gemeente Moszczenica en telt 4706 inwoners.